# Das freie Orchester (Film)
Das freie Orchester ist ein Dokumentarfilm des DEFA-Studios für Dokumentarfilme von Petra Tschörtner aus dem Jahr 1989.

## Handlung
Die Schraubenverkäuferin Bärbel Rossow bedient Kunden an einem Stand der Berliner Markthalle am Alexanderplatz, die sich seit 1968 als Neubau in der Karl-Liebknecht-Straße befindet. Auf die meisten Anfragen kann sie nur mit dem in der DDR oft gehörten Satz „Haben wir nicht“ antworten, was sie für die Kamera an einer Schrauben-Musterwand demonstriert. Als Nächstes lernen wir einen jungen Mann kennen, der als Hausmeister im Zentrum für Kunstausstellungen der DDR arbeitet und der gerade Kohlen im Ofen für die Zentralheizung nachlegt. Er wird aber auch bei Arbeiten gezeigt, die über die eines Hausmeisters hinausgehen und der Vorbereitung für Ausstellungen dienen. Auch einen Kfz-Mechaniker zeigt der Film, der in einer Autowerkstatt arbeitet und sich mit der Reparatur eines PKW Trabant beschäftigt, den er zum Abschluss der Arbeiten durch eine Waschanlage fährt, wo ein weiterer Beteiligter arbeitet. Ein Fünfter ist Bauschlosser und wird bei Schweißarbeiten auf dem Hof einer Werkstatt gezeigt. Zum Feierabend fährt er mit einem Fahrrad durch die Friedrichstraße bis zur Schönhauser Allee Ecke Sredzkistraße im Stadtbezirk Berlin-Prenzlauer Berg.
Hier befindet sich der Jugendclub „Erich Franz“, in dem die oben vorgestellten Orchestermitglieder als avantgardistische Liveband „Das freie Orchester“ auf der Bühne stehen. Die Verkäuferin ist die Sängerin der Band, der Hausmeister der Schlagzeuger, der Autoschlosser spielt Gitarre, während der Bauschlosser an selbstgebauten Instrumenten mit neuen Klängen experimentiert. Der Saal ist voller Besucher und zum Abschluss des Films wird ein von Bärbel gesungenes Lied gespielt, dessen Titel in Wort und Ton die Zuschauer bereits seit dem Beginn des Films begleitet: „Ham wa nich“.

## Produktion und Veröffentlichung
Die Dramaturgie lag in den Händen von Jochen Wisotzki.
Das freie Orchester wurde von der Künstlerischen Arbeitsgruppe kinobox auf ORWO-Color gedreht und hatte am 10. März 1989 Premiere.

## Kritik
Detlef Friedrich bezeichnet in seinem Bericht in der Berliner Zeitung von der Dresdener DEFA-Dokumentarfilmschau 1989 den Film als pointiertes Feuilleton.